# Коповка
Коповка — деревня в Вадинском районе Пензенской области. Входит в состав Рахмановского сельсовета. До 2010 года административный центр Коповского сельсовета.

## География
Село находится на реке Вад, при впадении в неё реки Тростянка.
Географическое положение
в 14 км к юго-востоку от Вадинска. Менее чем в 10-15 километрах, соседние районы: Пачелмский, Наровчатский, Нижнеломовский.
Расстояние до районного центра: Вадинск: (16 км.)
Расстояние до областного центра: Пенза (129 км.)
Ближайшие населённые пункты
Красная Поляна 5 км, Котел 5 км, Снохино 8 км, Васильевка 8 км, Большая Козлейка 8 км, Скуратово 8 км, Пеньки 8 км, Архангельск 10 км, Аксеновка 10 км, Рахмановка 10 км, Ягановка 11 км, Кармалейка 11 км, Покровка 13 км, Кашаевка 13 км, Старая Петровка 13 км, Овчарные Выселки 13 км, Каргалей 13 км, Маркино 14 км, Татаро-Никольское 14 км, Бобровка 15 км, Дубасово 15 км

## Население
| 1746  | 1864  | 1877  | 1897  | 1911  | 1926  | 1930  |
| ----- | ----- | ----- | ----- | ----- | ----- | ----- |
| 750   | ↗2735 | ↗3256 | ↗3825 | ↗4855 | ↘4178 | ↘4167 |
| 1939  | 1959  | 1970  | 1979  | 1989  | 1996  | 2002  |
| ↘2516 | ↘1972 | ↘1378 | ↘917  | ↘584  | ↘521  | ↘376  |
| 2010  |       |       |       |       |       |       |
| ↘244  |       |       |       |       |       |       |

Численность населения: в 1864—2735, 1877 — 3256, 1897 — 3825, 1926 — 4178, 1930 — 4167, 1939—2516, 1959—1972, 1970—1378, 1979—917, 1989—584, 1996—521 житель. На 1.1.2004 — 180 хозяйств, 383 жителя.

## Известные жители
Малая родина Г. В. Мясникова (1926—1996) — второго секретаря Пензенского обкома КПСС (1961—1986), депутата Верховного Совета РСФСР, делегата съездов КПСС, известного краеведа, первого заместителя председателя Советского фонда культуры

## Транспорт
Автодорога местного значения.
Поселковые (сельские) дороги.